# Vochysia herbacea
Vochysia herbacea är en tvåhjärtbladig växtart som beskrevs av Johann Baptist Emanuel Pohl. Vochysia herbacea ingår i släktet Vochysia och familjen Vochysiaceae. Inga underarter finns listade i Catalogue of Life.